# Palanzano
Palanzano (emilián nyelven Palanzàn) település Olaszországban, Emilia-Romagna régióban, Parma megyében. Lakosainak száma 1040 fő (2023. január 1.). Palanzano Corniglio, Neviano degli Arduini, Ventasso, Tizzano Val Parma, Monchio delle Corti és Vetto községekkel határos.

## Népesség
A település lakossága az elmúlt években az alábbi módon változott:
| Lakosok száma | 1104 | 1123 | 1040 |
|               | 2017 | 2018 | 2023 |